# Бахтиар (Альборз)
Бахтиар (перс. بختیار‎) — село на севере Ирана, в остане Альборз. Входит в состав шахрестана Назарабад. Является частью дехестана (сельского округа) Танкеман бахша Танкеман.

## География
Село находится в западной части Альборза, к югу от гор Эльбурс, на расстоянии приблизительно 23 километров к западу-северо-западу (WNW) от Кереджа, административного центра провинции. Абсолютная высота — 1199 метров над уровнем моря.

## Население
По данным переписи 2006 года население села составляло 3064 человека (1556 мужчин и 1508 женщин). В Бахтиаре насчитывалось 753 домохозяйства. Уровень грамотности населения составлял 71,9 %. Уровень грамотности среди мужчин составлял 74,81 %, среди женщин — 68,9 %.